# 松嶋×町山 未公開映画を観るTV
『松嶋×町山 未公開映画を観るTV』(まつしま まちやま みこうかいえいがをみるテレビ、The Movie of Unopening to the Public Is Seen, TV) は、2009年4月から東京都の独立UHF局TOKYO MXで放送されていたテレビ番組。放送時間は毎週金曜日23:30 - 24:30。2010年3月までは毎週日曜日23:00 - 24:00だった。
ソニー・ミュージックエンタテインメントが2009年4月よりTOKYO MXおよびテレビ神奈川で始めたプロジェクト「E!TV」のうちの一番組としてスタート。2011年1月からは近畿広域圏を対象地域とするケーブルテレビJ:COM 関西で、2011年6月からはスカパー! チャンネルムービープラスでネット放送が開始された。
2011年4月1日の放送をもって新作の放送を停止し、4月8日からTOKYO MXでは過去放送された番組の再放送となっていたが、2013年5月2日をもって終了。

## 概要
アメリカ在住の映画評論家町山智浩がセレクトした、アメリカの知られざる一面を伝える日本未公開のドキュメンタリー映画を2週に分けて放送。映画の前後やあいまに、司会の松嶋尚美が映画についての質問や感想を述べ、町山がそれに対して解説を加える構成となっている。

## 放送リスト
| #                  | 原題/サブタイトル/VODタイトル | 放送日 (東京)                 | 放送日 (関西)               | 放送日 (CS)                   | DVDの発売日   | 再放送日 (東京)                          |
| ------------------ | --- | ----------------------------- | --------------------------- | ----------------------------- | ------------- | ---------------------------------------- |
| 第1回 第2回 #017   | Wal-Mart: The High Cost of Low Price 『世界一の巨大スーパーの闇』 『ウォルマート〜世界最大のスーパー、その闇〜』                                                                    | 2009年4月5日 2009年4月12日    | 2011年5月7日 2011年5月14日  | 2012年2月7日 2012年2月14日    |               | 2011年4月8日 2011年4月15日               |
| 第3回 第4回 #015   | The Yes Men 『グローバル化に逆らうお笑いテロリスト』 『イエスメン〜大資本と戦うお笑いテロリスト〜』                                                                                 | 2009年4月19日 2009年4月26日   | 2011年5月21日 2011年5月28日 | 2011年11月1日 2011年1月8日    |               | 2011年4月22日 2011年4月29日              |
| 第5回 第6回 #018   | Maxed Out 『貸しまくる人々〜カード地獄USA〜』 『マックスト・アウト〜カード地獄USA〜』                                                                                               | 2009年5月3日 2009年5月10日    |                             |                               |               | 2011年5月6日 2011年5月13日               |
| 第7回 第8回 #001   | Jesus Camp 『アメリカを動かすキリスト教原理主義の実態』 『ジーザス・キャンプ〜アメリカを動かすキリスト教原理主義〜』                                                                | 2009年5月17日 2009年5月24日   | 2011年1月8日 2011年1月15日  | 2012年1月24日 2012年1月31日   | 2011年1月26日 | 2011年6月3日 2011年6月10日               |
| 第9回 第10回 #020  | Super High Me 『マリファナは危険か安全か!? 30日間やりまくりの人体実験』 『スーパー・ハイ・ミー〜30日間吸いまくり人体実験〜』                                                        | 2009年5月31日 2009年6月7日    |                             |                               |               | 2011年6月17日 2011年6月24日              |
| 第11回 第12回 #021 | Outfoxed 『イラク戦争を導いたプロパガンダTV局』 『アウトフォックス〜イラク戦争を導いたプロパガンダTV〜』                                                                            | 2009年6月14日 2009年6月21日   |                             |                               |               | 2011年7月1日 2011年7月8日                |
| 第13回 第14回 #014 | Devil's Playground 『絶対禁欲主義キリスト教徒アーミッシュの知られざる実態』 『アーミッシュ〜禁欲教徒が快楽を試す時〜』                                                              | 2009年6月28日 2009年7月5日    |                             |                               |               | 2011年7月15日 2011年7月22日              |
| 第15回 第16回 #019 | What Would Jesus Buy? 『「買い物やめろ教会」の伝道』 『イエスのショッピング〜買い物やめろ教会の伝道〜』                                                                             | 2009年7月12日 2009年7月19日   |                             |                               |               | 2011年8月12日 2011年8月19日              |
| 第17回 第18回 #022 | The Education of Shelby Knox 『絶対禁欲教育に挑んだ女子高生』 『シェルビーの性教育〜避妊を学校で教えて!〜』                                                                         | 2009年7月26日 2009年8月2日    |                             |                               |               | 2011年8月26日 2011年9月2日               |
| 第19回 第20回 #023 | This Film Is Not Yet Rated 『アメリカの映倫 その秘密を暴け!』 『ノット・レイテッド〜アメリカ映倫のウソを暴け!〜』                                                                   | 2009年8月9日 2009年8月16日    |                             |                               |               | 2011年9月9日 2011年9月16日               |
| 第21回 第22回 #024 | C.S.A.: The Confederate States of America 『もし南北戦争で南軍が勝っていたら?』 『CSA〜南北戦争で南軍が勝ってたら?〜』                                                              | 2009年8月23日 2009年8月30日   |                             |                               |               | 2011年9月23日 2011年9月30日              |
| 第23回 第24回 #013 | Crazy Love 『恐怖の最凶ストーカー』 『クレイジー・ラブ〜ストーカーに愛された女の復讐〜』                                                                                            | 2009年9月6日 2009年9月13日    |                             | 2011年9月20日 2011年9月29日   |               | 2011年10月7日 2011年10月14日             |
| 第25回 第26回 #026 | 51 Birch Street 『古き良きアメリカ 理想の結婚に隠された真実』 『バーチ通り51番地〜理想の両親が隠した秘密〜』                                                                        | 2009年9月20日 2009年9月27日   |                             | 2011年11月15日 2011年11月22日 |               | 2011年10月21日 2011年10月28日            |
| 第27回 第28回 #005 | Bigger, Stronger, Faster* 『ステロイドはアメリカンドリームの副作用』 『ステロイド合衆国〜スポーツ大国の副作用〜』                                                                   | 2009年10月4日 2009年10月11日  | 2011年2月19日 2011年2月26日 | 2012年2月21日 2012年2月28日   | 2011年2月23日 | 2011年11月4日 2011年11月11日             |
| 第29回 第30回 #027 | Guerrilla: The Taking of Patty Hearst 『誘拐されたメディア王の令嬢 その驚くべき変貌』 『パティ・ハースト誘拐〜メディア王令嬢のゲリラ戦記〜』                                        | 2009年10月18日 2009年10月25日 |                             | 2011年10月18日 2011年10月25日 |               | 2011年11月18日 2011年11月25日            |
| 第31回 第32回 #006 | Flow: For Love of Water 『命の源“水”を大企業が独占』 『フロウ〜水が大企業に独占される!〜』                                                                                          | 2009年11月1日 2009年11月8日   | 2011年4月9日 2011年4月16日  |                               | 2011年2月23日 | 2011年12月2日 2011年12月9日              |
| 第33回 第34回 #003 | Where in the World Is Osama Bin Laden? 『ビン・ラディンを探して中東アジアのテロ最前線に突撃!』 『ビン・ラディンを探せ! 〜スパーロックがテロ最前線に突撃!〜』                        | 2009年11月15日 2009年11月22日 | 2011年4月23日 2011年4月30日 |                               | 2011年1月26日 | 2011年5月20日 2011年5月27日              |
| 第35回 第36回 #028 | Rock School 『大ヒット映画のモデル 猛烈ロック教師』 『ロック・スクール〜元祖白熱ロック教室〜』                                                                                      | 2009年11月29日 2009年12月6日  |                             | 2011年6月21日 2011年6月28日   |               | 2011年12月16日 2011年12月23日            |
| 第37回 第38回 #010 | Religulous 『怖いものナシのコメディアン 世界の宗教家いちびりツアー』 『レリジュラス〜世界宗教おちょくりツアー〜』                                                                   | 2009年12月13日 2009年12月20日 |                             |                               |               | 2012年1月20日 2012年1月27日              |
| 第39回 第40回 #002 | Dear Zachary: A Letter to a Son About His Father 『親友の遺族のために撮り始めたビデオが恐るべき悲劇へ』 『ザカリーに捧ぐ』                                                          | 2009年12月27日 2010年1月3日   | 2011年1月22日 2011年1月29日 | 2012年3月20日 2012年3月27日   | 2011年1月26日 | 2012年2月3日 2012年2月10日               |
| 第41回 第42回 #029 | Paper Clips 『600万のクリップを集めた田舎の中学校が起こした奇跡』 『600万のクリップ〜ホロコーストを学ぶ〜』                                                                         | 2010年1月10日 2010年1月17日   |                             | 2011年8月16日 2011年8月23日   |               | 2012年2月17日 2012年2月24日              |
| 第43回 第44回 #011 | Not Quite Hollywood: The Wild, Untold Story of Ozploitation! 『マッドマックスを生んだオーストラリアB級映画のメチャクチャな世界』 『マッド・ムービーズ〜オーストラリア映画大暴走〜』 | 2010年1月24日 2010年1月31日   |                             | 2012年1月10日 2012年1月17日   |               | 2012年3月2日 2012年3月9日                |
| 第45回 第46回 #016 | The Yes Men Fix the World 『ご存知お笑いテロリスト、今度は新自由主義経済に挑戦!!』 『イエスメン2〜今度は戦争だ!〜』                                                                 | 2010年2月7日 2010年2月14日    |                             |                               |               | 2012年3月16日 2012年3月23日              |
| 第47回 第48回 #004 | Deliver Us from Evil 『30年間虐待を続けた神父とかばい続けた教会』 『フロム・イーブル〜バチカンを震撼させた悪魔の神父〜』                                                            | 2010年2月21日 2010年2月28日   | 2011年2月5日 2011年2月12日  |                               | 2011年2月23日 | 2012年3月30日 2012年4月6日               |
| 第49回 第50回 #030 | Why We Laugh: Black Comedians on Black Comedy 『黒人コメディアンが語る…黒人コメディの歴史と現在』 『ブラック・コメディ〜差別を笑いとばせ!〜』                                       | 2010年3月7日 2010年3月14日    |                             |                               |               | 2012年4月13日 2012年4月20日              |
| 第51回 第52回 #031 | Steal a Pencil for Me 『ユダヤ人強制収容所内で交わされたラブレター』 『収容所のラブレター』                                                                                         | 2010年3月21日 2010年3月28日   |                             | 2011年8月2日 2011年8月9日     |               | 2012年4月28日 2012年5月4日               |
| 第53回 第54回 #012 | Good Hair 『アフロアメリカンのルーツとは』 『グッド・ヘアー〜アフロはどこに消えた?〜』                                                                                              | 2010年4月2日 2010年4月9日     |                             | 2011年10月4日 2011年10月11日  |               | 2012年5月11日 2012年5月18日              |
| 第55回 第56回 #009 | Crude 『世界最大級の環境汚染』 『クルード〜アマゾンの原油流出パニック〜』 | 2010年4月16日 2010年4月23日   |                             |                               | 2011年4月6日  | 2012年5月25日 2012年6月1日               |
| 第57回 第58回 #008 | Kassim the Dream 『誘拐虐殺…壮絶人生歩んだボクサー』 『カシム・ザ・ドリーム〜チャンピオンになった少年兵〜』                                                                         | 2010年4月30日 2010年5月7日    | 2011年3月5日 2011年3月19日  |                               | 2011年4月6日  | 2012年6月8日と15日 2013年4月25日と5月2日 |
| 第59回 第60回 #032 | Surfwise 『サーフ界伝説の家族の裏側と本音』 『サーフワイズ〜ユートピアを目指した放浪大家族〜』                                                                                      | 2010年5月14日 2010年5月21日   |                             | 2011年7月5日 2011年7月12日    |               | 2012年6月22日 2012年6月29日              |
| 第61回 第62回 #007 | Kimjongilia 『隔絶北朝鮮の秘密のベール取り払う』 『金正日花/キムジョンギリア』 | 2010年5月28日 2010年6月4日    | 2011年3月26日 2011年4月2日  |                               | 2011年4月6日  | 2011年12月30日 2012年1月6日              |
| 第63回 第64回 #033 | Nursery University 『マンハッタン保育園お受験戦争』 『ニューヨークお受験戦争〜それは保育園から始まる〜』                                                                            | 2010年6月11日 2010年6月18日   |                             | 2012年3月6日 2012年3月13日    |               | 2012年7月6日 2012年7月13日               |
| 第65回 第66回 #025 | Outrage 『ゲイを弾圧する隠れゲイ政治家を探し出せ!』 『クローゼット〜ゲイ叩き政治家のゲイを暴け!〜』                                                                                 | 2010年6月25日 2010年7月2日    |                             |                               |               | 2012年7月20日 2012年7月27日              |
| 第67回 第68回 #034 | Jandek on Corwood 『すべてが謎のベールに包まれた伝説のミュージシャンの正体とは!?』 『ジャンデック〜謎のミュージシャンの正体を追う〜』                                               | 2010年7月9日 2010年7月16日    |                             |                               |               |                                          |
| 第69回 第70回 #035 | Last Cup: Road to the World Series of Beer Pong 『酔っぱらい学生の遊びから生まれた世界一おバカなスポーツ』 『ビアポン〜世界一バカなスポーツ〜』                                     | 2010年7月23日 2010年7月30日   |                             | 2011年7月19日 2011年7月26日   |               | 2012年8月17日 2012年8月24日              |
| 第71回 第72回 #036 | The Business of Being Born 『帝王切開とクスリ漬け アメリカ出産事情』 『ビーイング・ボーン〜驚異のアメリカ出産ビジネス〜』                                                           | 2010年8月6日 2010年8月13日    |                             |                               |               |                                          |
| 第73回 第74回 #037 | Until the Light Takes Us 『放火! 殺人! ブラックメタルその血みどろの歴史』 『ライト・テイクス・アス〜ブラックメタル暗黒史〜』                                                        | 2010年8月20日 2010年8月27日   |                             |                               |               | 2011年7月29日 2011年8月5日               |
| 第75回 第76回 #038 | Under Our Skin 『ダニが原因の奇病か? ただの妄想か? ライム病論争』 『アンダー・ザ・スキン〜ライム病との戦い〜』                                                                      | 2010年9月3日 2010年9月10日    |                             |                               |               |                                          |
| 第77回 第78回 #039 | Casino Jack and the United States of Money 『史上最悪のロビイストが金で動かすアメリカ政治』 『カジノ・ジャック〜史上最悪のロビイスト〜』                                            | 2010年9月17日 2010年9月24日   |                             |                               |               |                                          |
| 第79回 第80回      | Collapse 『世界の裏を知りつくす世紀の大予言者か? トンデモ妄想狂か?』 | 2010年10月1日 2010年10月8日   |                             |                               |               |                                          |
| 第81回 第82回      | Mugabe and the White African 『アフリカ最悪の独裁者に戦いを挑む白人ファミリー』 | 2010年10月15日 2010年10月22日 |                             |                               |               |                                          |
| 第83回 第84回      | Orgasm Inc. 『女性向けバイアグラはできるのか?』 | 2010年10月29日 2010年11月5日  |                             |                               |               |                                          |
| 第85回 第86回      | Defamation 『内部告発! イスラエルはユダヤ人差別を利用している?』 | 2010年11月12日 2010年11月19日 |                             |                               |               |                                          |
| 第87回             | 「『松嶋×町山 未公開映画祭』開催直前! 前夜祭」 | 2010年11月26日                |                             |                               |               |                                          |
| 第88回 第89回      | Life 2.0 『バーチャルが現実に! セカンドライフの愛とビジネス』 | 2010年12月3日 2010年12月10日  |                             |                               |               | 2012年12月21日 2012年12月28日            |
| 第90回 第91回      | Colony 『謎のミツバチ消滅で食料危機が世界を襲う!』 | 2010年12月17日 2010年12月24日 |                             | 2011年9月6日 2011年9月13日    |               | 2013年1月4日 2013年1月11日               |
| 第92回 第93回      | Best Worst Movie 『史上サイテーのダメ映画が史上サイコーのカルト映画に!』 | 2010年12月31日 2011年1月7日   |                             |                               |               | 2013年1月18日 2013年1月25日              |
| 第94回 第95回      | Joan Rivers: A Piece of Work 『75歳の女下ネタ芸人 カムバックへの戦い!』 『ショーン・リバース〜辛口コメンテーターの素顔〜』                                                          | 2011年1月14日 2011年1月21日   |                             | 2011年6月7日 2011年6月14日    |               | 2013年2月1日 2013年2月8日                |
| 第96回             | 「DVDリリース記念特別編」 | 2011年1月28日                 |                             |                               |               |                                          |
| 第97回 第98回      | Fuel 『石油依存社会と戦うバイオディーゼルの伝道師』 | 2011年2月4日 2011年2月11日    |                             |                               |               | 2013年2月15日 2013年2月22日              |
| 第99回 第100回     | Prodigal Sons 『性転換しながら女性と婚約した元アメリカフトの花型 その家族の秘密』                                                                                                   | 2011年2月18日 2011年2月25日   |                             |                               |               | 2013年3月1日 2013年3月8日                |
| 第101回 第102回    | Dancing Across Borders 『カンボジアの貧しい農家の少年が国際的なバレエダンサーに』                                                                                                   | 2011年3月4日 2011年3月18日    |                             |                               |               | 2013年3月15日 2013年3月22日              |
| 第103回 第104回    | Winnebago Man 『YouTubeでスターになった全米一怒れる男の正体』 | 2011年3月20日 2011年4月1日    |                             |                               |               | 2013年3月29日 2013年4月4日               |

## ネット局
| 放送対象地域 | 放送局         | 系列           | 放送時期                               | 放送時間           |
| ------------ | -------------- | -------------- | -------------------------------------- | ------------------ |
| 東京都       | TOKYO MX       | JAITS          | 2009年4月5日 - 2010年3月28日           | 日曜 23:00 - 24:00 |
| 東京都       | TOKYO MX       | JAITS          | 2010年4月2日 - 2011年4月1日            | 金曜 23:30 - 24:30 |
| 東京都       | TOKYO MX       | JAITS          | 2011年4月8日 - 2013年3月29日（再放送） | 金曜 23:30 - 24:30 |
| 東京都       | TOKYO MX       | JAITS          | 2013年4月4日 - 2013年5月2日（再放送）  | 木曜 23:30 - 24:30 |
| 近畿広域圏   | J:COM 関西     | ケーブルテレビ | 2011年1月8日 -                         | 土曜 21:00 - 21:55 |
| スカパー!    | ムービープラス | CSデジタル放送 | 2011年6月7日 - 2012年3月27日           | 火曜 10:30 - 11:30 |

## スタッフ
- ナレーション：小山力也 (第1回〜第8回、第13回〜)、江川央生 (第9回〜第12回)
- 構成：松崎まこと
- 協力：ケイマックス・ブラザーズ、AMGエンタテインメント
- AD：吉田陵
- ディレクター：八木沼邦彦、渡辺和匡
- 演出：世良田佳男
- プロデューサー：杉山剛、佐野弘明、小西寛、二階堂耕史
- 制作協力：エンネットワーク
- 制作・著作：松嶋×町山 未公開映画を観るTV製作委員会

## 書籍
2010年11月16日、トークの書き起こしに町山の書き下ろし原稿を加えた単行本『松嶋×町山 未公開映画を観る本』が集英社から税込み1,100円で発売された。

## VOD配信
2010年11月17日、ケイマックス・ブラザーズは「松嶋×町山 未公開映画祭」と銘打ち2010年9月までに番組で放送された39作品の有料ビデオ・オン・デマンド配信を開始した。終了は当初2011年1月25日と発表されていたが、のちに1月31日に延長された。Microsoft Silverlightを利用し、1作品につき500円で購入後72時間、日本国内からのみ視聴できるしくみで、複数作品を割安価格で視聴できるプランも用意されていた。

## 劇場公開
「リアル! 未公開映画祭」と題し、番組で放送された映画のうち以下の9作品がアップリンクの配給・宣伝により2010年12月25日から日本各地で順次公開された。
1. ジーザス・キャンプ〜アメリカを動かすキリスト教原理主義〜 Jesus Camp
2. ビン・ラディンを探せ! 〜スパーロックがテロ最前線に突撃!〜 Where in the World Is Osama Bin Laden?
3. ステロイド合衆国〜スポーツ大国の副作用〜 Bigger, Stronger, Faster*
4. フロウ〜水が大企業に独占される!〜 Flow: For Love of Water
5. 金正日花/キムジョンギリア Kimjongilia
6. カシム・ザ・ドリーム〜チャンピオンになった少年兵〜 Kassim the Dream
7. クルード〜アマゾンの原油流出パニック〜 Crude
8. ジャンデック〜謎のミュージシャンの正体を追う〜 Jandek on Corwood
9. ビーイング・ボーン〜驚異のアメリカ出産ビジネス〜 The Business of Being Born